# Veronica carminea
Veronica carminea är en grobladsväxtart som beskrevs av Albach. Veronica carminea ingår i släktet veronikor, och familjen grobladsväxter. Inga underarter finns listade i Catalogue of Life.